# Steen Smidt-Jensen
Steen Løkkegaard Smidt-Jensen (født 26. januar 1945 i København) er en dansk læge og tidligere dansk atletikudøver, tikæmper som var med i Gentofte IK og atletikklubben Ben Hur. 
Smidt-Jensen deltog i to Olympiske lege; 1968 i Mexico City hvor han opnåede en 8.plads med 7.648 point og 1972 i München hvor det blev en 7. plads med 7.947 point, kun 37 points fra bronzemedaljen. Han deltog også i to EM; 1966 blev det en 14. plads med 6707 point og 1969 en 15. Plads med 6912 point. Hans bedste tikamps resultat blev 7908 point fra OL 1972.
Udover titlerne i tikamp vandt Smidt-Jensen fem danske mesterskaber i hækkeløb, tre i stangspring og et i højdespring. 
Smidt-Jensen fik B.T's guld for årets største danske idrætspræstation 1968.
Smidt-Jensen er i dag overlæge, dr.med. i kirurgi, onkologi og urologi på Gynækologisk/Obstetrisk afdeling på Hvidovre Hospital. Han forsvarede den 21. august 1998 sin doktorsafhandling "Transabdominal Chorionic Villus Sampling Method, Safety and Accuracy".

## Personlige rekorder
- 110 meter hækkeløb: 14,1 1972
- Højdespring: 2,05 1971
- Stangspring: 4,90 1968
- Diskoskast: 46,25 1973
- Femkamp: 3773p 1972 (6,85 – 52,65 – 22,2 – 44,58 – 4:26,2)
- Tikamp: 7909p 1972 (11,07 – 6,95 – 13,35 – 2,01 – 50,10 – 14,65 – 44,80 – 4,80 – 55,24 – 4:24,7)